# Eristalis jugorum
Eristalis jugorum là một loài ruồi trong họ Ruồi giả ong (Syrphidae). Loài này được Egger mô tả khoa học đầu tiên năm 1858. Eristalis jugorum phân bố ở vùng Cổ Bắc giới